# Миклашевський Олександр Миколайович
Олександр Миколайович Миклашевський (нар. 8 [20] грудня 1864, Чернігівський повіт, Чернігівська губернія, Російська імперія — пом. 24 серпня [6] вересня 1911, Тарту, Ліфляндська губернія, Російська імперія (тепер — Естонія)) — російський економіст, екстраординарний професор Юр'ївського університету.

## Біографія
Олександр Миклашевський народився 1864 року та походив з дворян Чернігівського повіту. Закінчив курс Чернігівської гімназії з золотою медаллю і вступив у 1883 році на фізико-математичний факультет Московського університету, але з другого курсу перейшов на юридичний факультет, який закінчив у 1888 році кандидатом юриспруденції. За працю «Історія асигнаційного обігу в Росії» отримав золоту медаль. Був залишений при університеті на два роки та відправлений у закордонне відрядження. Після повернення з якої захистив магістерську дисертацію «Гроші, досвід вивчення основних положень економічної теорії класичної школи в зв'язку з історією грошового питання» і отримав посаду приват-доцента. Деякий час служив у міністерстві фінансів, прийнявши згодом участь у проведенні грошової реформи 1897 року.
У 1896 році отримав посаду екстраординарного професора політичної економії Юр'ївського університету. У 1904 році захистив докторську дисертацію «Обмін та економічна політика».
Він першим переклав російською мовою праці класиків політекономії Анна-Робера Тюрго, Девіда Рікардо та Франсуа Кене; перекладав також праці Джона Інгрема і Томаса Мальтуса.
Принимал участие в написании статей «Энциклопедического словаря Брокгауза и Ефрона».
Молодший брат Івана Миколайовича Миклашевського.

## Вибрана бібліографія
- Бумажные деньги, их цена и значение для народного хозяйства // Экономический журнал. — 1891. Кн. 11–12;
- Деньги: опыт изучения основных положений экономической теории классической школы в связи с историей денежного вопроса [Архівовано 1 грудня 2017 у Wayback Machine.]. — М.: Университетская тип., 1895. — 729 с.;
- Реализм и идеализм в политической экономии. — Юрьев (Дерпт), 1896;
- Денежный вопрос в литературе и в явлениях действительной жизни: Сб. ст. — СПб., 1896. — 216 с., 1 л. граф.;
- Рабочий вопрос и социальное законодательство в Германии. — СПб., 1896;
- Расчетные палаты и их организация. — СПб., 1898;
- Трудовая ценность и теория дифференциальной прибыли // «Народное Хозяйство». — 1900;
- Обмен и экономическая политика[недоступне посилання]. — Юрьев-Дерпт: тип. К. Маттисена, 1904. — 492 с.;
- Политика труда и идеалы распределительной справедливости // «Вестник Права», 1905;
- Стачки и социальный вопрос // «Вестник Права», 1905;
- Земельная реформа и организация труда. — Юрьев, 1906;
- Обязательное обучение в народной школе. — Юрьев-Дерпт: тип. К. Маттисена, 1906. — 111 с.
- Арбитраж и соглашение в промышленных спорах. — Юрьев-Дерпт: тип. К. Матиссена, 1907. — 120 с.;
- История политической экономии: Философские, исторические и теоретические начала экономии: Курс лекций 1907—1908 г. — Юрьев: типо-лит. Э. Бергмана, 1908. — VIII, 480 с.;
- История политической экономии: Философские, исторические и теоретические начала экономии XIX в. — Юрьев: тип. К. Маттисена, 1909. — VIII, 638 с.